# Anna Montero
Anna Montero Bosch (nombre de pluma: Anna Montero; Logroño, 3 de diciembre de 1954) es una poeta española y traductora a la lengua catalana que ejerce como docente. 

## Biografía
Licenciada en Filología Románica por la Universidad de Valencia, entre sus traducciones se pueden citar Petits poemes en prosa y Els paradisos artificials de Baudelaire,  Mademoiselle Fifi de Maupassant, y otras obras de numerosos autores como Jean Guéhenno, Pierre Assouline, Guy de Maupassant o Jean-Charles Huchet, y la antología Poetes quebequesos (2001).
Inició su obra poética en 1983 con Polsim de lluna, estilo que continuó con Arbres de l’exili (1987); Traç 45 (1990); Com si tornés d’enlloc (1999); El pes de la llum (2007) —premio Rosa Leveroni de poesía del mismo año—; o Teranyines (2010) —premio Ausiàs Marc 2010, Premi Nacional de la Crítica—; entre otras. También ha participado en diversas antologías como L'espai del vers jove (1985); Camp de mines. Poesia catalana del País Valencià (1991) o Paisatge emergent. Trenta poetes catalanes del segle XX (1999) y ha colaborado en varias publicaciones científicas y literarias como Caràcters, Daina,  Reduccions o Serra d’Or.
Su producción se ha catalogado como una poesía «depurada e insinuante, de tono tenue y atmósfera delicada», que se compone de «poemas breves que nos hablan de amor, de la poesía y los sueños, siempre con un cariz existencial que refleja la angustia de la carencia de sentido y el vacío del mundo» con «[...la] intención de comprender el mundo desde la conciencia de una doble realidad: una, la que emerge a los sentidos externos, la cima de la montaña, el horizonte inmóvil del mar; la otra, la subyacente, los ríos subterráneos, el roce silencioso de las conchas en el fondo del océano».

## Obra
- Polsim de lluna (València, Víctor Orenga, 1983).[2]
- Arbres de l'exili (València, Gregal Llibres, 1988).[2]
- Traç 45 (1990).[3]
- La meitat fosca (València, Alfons el Magnànim, 1994).[2]
- Com si tornés d'enlloc (València, 1999).[2]
- Serenitat de cercles (Barcelona, Proa, 2004).[2]
- El pes de la llum (Barcelona, Proa, 2007).[2]
- Teranyines (Barcelona, Edicions 62, 2010).[2]

## Premios
- Rosa Leveroni de poesia 2007.
- Ausiàs March 2010.
- Premi de la Crítica, de poesia, de la Associació d'Escriptors en Llengua Catalana, 2010.